# John L. McClellan
John L. McClellan (Sheridan, 1896. február 25. – Little Rock, 1977. november 28.) az Amerikai Egyesült Államok szenátora (Arkansas, 1943–1977).